# جويل باركر (لاعب كرة قدم أمريكية)
جويل باركر (بالإنجليزية: Joel Parker)‏ هو لاعب كرة قدم أمريكية أمريكي، ولد في 23 أبريل 1952 في لويفيل في الولايات المتحدة.

## وصلات خارجية
- جويل باركر على موقع مرجع كرة القدم المحترفة.كوم (الإنجليزية)
- جويل باركر على موقع كلية كرة القدم في سبورتس رفرنس.كوم (الإنجليزية)